# Eduardo Coutinho
Eduardo de Oliveira Coutinho OMC (São Paulo, 11 de maio de 1933 — Rio de Janeiro, 2 de fevereiro de 2014) foi um cineasta e jornalista brasileiro. É considerado por muitos como o maior documentarista da história do cinema do Brasil.
Tinha como marca realizar filmes que privilegiavam as histórias de pessoas comuns. Sua obra-prima é Cabra Marcado para Morrer, que marcou sua carreira como o principal documentarista do Brasil. Entre outros trabalhos destacados de sua carreira estão os documentários Santo Forte, Edifício Master, Peões, Jogo de Cena e As Canções. O assassinato do cineasta entrou na lista da revista Veja (2014) de crimes que "chocaram" o Brasil.

## Biografia
Paulistano, Eduardo Coutinho nasceu em maio de 1933 e estudou no Colégio São Luís. Aos 19 anos, ele ingressou na Universidade de São Paulo para cursar Direito, mas não concluiu a graduação.
Teve seu primeiro contato com cinema em 1954, em seminário promovido pelo MASP e dirigido por Marcos Marguliès.[carece de fontes?] Também naquele ano, começou a trabalhar como revisor e copidesque na revista Visão, função que exerceu até 1957. Dirigiu a peça infantil Pluft, o Fantasminha, escrita por Maria Clara Machado. Após ter conquistado um prêmio em dinheiro ao vencer um concurso de televisão respondendo perguntas sobre Charles Chaplin, Coutinho mudou-se para Paris, ainda em 1957, a fim de estudar direção e montagem no IDHEC, onde realizou seus primeiros documentários.
Regressou ao Brasil em 1960 e ingressou no Centro Popular de Cultura da União Nacional dos Estudantes. No núcleo dirigido por Chico de Assis, trabalhou na montagem da peça Mutirão em Nosso Sol, apresentada no I Congresso dos Trabalhadores Agrícolas que aconteceu em Belo Horizonte em 1962. Ao mesmo tempo, entrou em contato com nomes do Cinema Novo, como Leon Hirszman e Joaquim Pedro de Andrade, e foi o gerente de produção do longa-metragem de episódios Cinco Vezes Favela, primeiro filme produzido pelo CPC e um marco do movimento. Apesar de não ter qualquer afinidade em administrar recursos financeiros, aceitou o convite que lhe proporcionou viajar com o UNE Volante para o Nordeste. Nessa viagem, Coutinho filmou o comício de Elizabeth Teixeira, viúva do líder das Ligas Camponesas João Pedro Teixeira, na cidade de Sapé, e esse material originou o argumento da primeira versão do filme Cabra Marcado para Morrer. O projeto até então seria o mais importante do jovem cineasta, que pretendia fazer o filme de ficção tendo como atores e atrizes os próprios camponeses do Engenho Galileia, no interior de Pernambuco, inclusive a viúva de João Pedro, Elizabeth Teixeira, que interpretaria a si própria. O filme chegou a ter duas semanas de filmagens, mas com o Golpe Militar de 1964, parte da equipe foi presa sob a alegação de comunismo e o restante se dispersou, interrompendo a realização do filme por quase duas décadas.
Ainda na década de 1960, Coutinho constituiu, com Leon Hirszman e Marcos Faria, a produtora Saga Filmes. Foi roteirista do filme A Falecida (1965) e Garota de Ipanema (1967), ambos de Hirszman, e dirigiu os filmes de ficção O Pacto, episódio do longa-metragem de ABC do Amor (1966), e O Homem que Comprou o Mundo (1968), neste último tendo sido o diretor substituto.
No início da década de 1970, Coutinho retornou ao jornalismo como meio de ganhar a vida e atuou como revisor e crítico de cinema no Jornal do Brasil. Paralelamente, manteve-se no cinema, embora este não fosse seu principal meio de sobrevivência. Dirigiu uma adaptação de Shakespeare para o cangaço brasileiro, em que o personagem Falstaff tornou-se Faustão (1971). Também continuou assinando roteiros de produções nacionais, como dos longas Os Condenados de Zelito Viana (1973), Lição de Amor de Eduardo Escorel (1975) e Dona Flor e Seus Dois Maridos de Bruno Barreto (1976).
Em 1975, Coutinho aceitou um convite para integrar a equipe do programa Globo Repórter, da Rede Globo, atraído  tanto pela estabilidade financeira que a televisão oferecia naquele tempo quanto pela oportunidade de trabalhar a linguagem documental com maior liberdade editorial, visto que o país vivia sob censura do governo militar. Com programas rodados em 16 mm, Coutinho acabou desenvolvendo sua vocação de documentarista em filmes para TV, entre outros, como O Pistoleiro da Serra Talhada (1976), Seis Dias em Ouricuri (1976) e Theodorico, o Imperador do Sertão (1978), este último sobre o líder político potiguar Theodorico Bezerra.
Em 1981, Coutinho reencontrou os negativos de Cabra Marcado para Morrer, que haviam sido escondidos da polícia por um membro da equipe, e resolveu retomar o projeto. Ele decidiu, então, mudar a concepção original de filme de ficção para um documentário sobre a interrupção de suas filmagens e sobre a vida real das pessoas que seriam os atores do longa. Graças à estabilidade financeira conseguida com o Globo Repórter, ele pode financiar o filme com seus próprios recursos e, durante três anos, ele aproveitou as viagens a trabalho pela Globo ao Nordeste para localizar os atores da versão de 1964 e gravar entrevistas com os mesmos. Cabra Marcado para Morrer foi finalizado e lançado em 1984 e foi vencedor de 12 prêmios em festivais internacionais, entre os quais, prêmio da crítica internacional do Festival de Berlim e melhor filme no Festival du Réel.
Após o sucesso de Cabra marcado para morrer, Coutinho pediu demissão do Globo Repórter para se dedicar exclusivamente ao cinema. Ao longo dos 15 anos seguintes, o cineasta teve muitas dificuldades para sobreviver apenas de cinema, tendo assim dirigido ou escrito roteiros de vídeos institucionais. Ele dirigiu para o CECIP - Centro de Criação da Imagem Popular (com temas ligados a cidadania e educação) e escreveu roteiros para séries documentais da Rede Manchete (como "90 Anos de Cinema Brasileiro" e "Caminhos da Sobrevivência", este último sobre a poluição em São Paulo). Com as dificuldades de financiamento impostas à produção cinematográfica ao longo daquele período, Coutinho realizou documentários de curta ou média-metragem de pouca repercussão, entre os quais, Santa Marta - Duas Semanas no Morro (1987), Volta Redonda - Memorial da Greve (1989), Boca de Lixo (1993) e Mulheres no Front (1996). Seu único longa-metragem naquele período foi O Fio da Memória (1991). Ele ainda realizou em 1994 Os Romeiros de Padre Cícero, documentário financiado pela TV alemã ZDF Arte e cujo resultado foi considerado ruim pelo próprio Coutinho e o fez acreditar que deveria desistir de fazer documentários autorais e viver apenas da produção de vídeos institucionais encomendados.
Em 1997, Coutinho foi contratado para fazer a pesquisa de "Identidades Brasileiras", uma série de programas da TVE que abordaria dez temas diferentes e envolveria pesquisa e gravações em diversas partes do país. Embora o projeto tenha acabado antes das gravações, o cineasta teve a ideia de fazer um filme sobre religião e pediu ajuda para José Carlos Avellar, então diretor-presidente da RioFilme, para financiar o documentário. Com custo de 300 mil reais e quase dois anos de trabalho e a produção do Centro de Criação da Imagem Popular, Coutinho lançou Santo Forte em 1999.
A partir dali, a carreira de Coutinho renasceu mais uma vez e ele passou a trabalhar com colaboradores regularmente e conseguiu manter uma produção constante de filmes graças à parceria com a produtora VideoFilmes, do também documentarista João Moreira Salles, que desenvolveu fortes laços de amizade com o cineasta paulistano, ajudando-lhe a viabilizar e se envolvendo na elaboração dos seus sete documentários seguintes, realizados entre 2000 e 2011.
Durante estes onze anos, Coutinho foi premiado três vezes no Festival de Gramado pelos filmes Santo Forte e Edifício Master, além de um Kikito de Cristal pelo conjunto da obra, e duas vezes pelo Festival de Brasília pelos filmes Santo Forte e Peões, sem contar o reconhecimento da crítica especializada como o maior documentarista brasileiro em atividade. Em 2013, ao completar 80 anos, Coutinho foi homenageado na Festa Literária Internacional de Paraty e na Mostra Internacional de Cinema de São Paulo.
Em fevereiro de 2014, Coutinho finalizava um documentário no qual entrevistava adolescentes da rede pública de ensino do Rio de Janeiro, quando foi morto a facadas em seu apartamento pelo próprio filho, que sofria de esquizofrenia. No mesmo ano de seu assassinato, o cineasta foi homenageado na cerimônia do Oscar 2014.
Cronologicamente, sua última aparição em vídeo foi em Sete Visitas, de Douglas Duarte. Seu último trabalho acabou finalizado por João Moreira Salles, ganhou o nome de Últimas Conversas e foi lançado em 2015 no festival É Tudo Verdade.

## Filmografia

### Longas e curtas de ficçãoː
- 1959: Le Téléphone (curta-metragem realizado durante o curso do IDHEC) 5 min.[17]
- 1966: O Pacto (episódio do longa ABC do Amor).
- 1968: O Homem que Comprou o Mundo.
- 1971: Faustão.

### Longas documentáriosː
- 1984: Cabra Marcado para Morrer - sobre um líder camponês assassinado em 1962.
- 1991: O Fio da Memória - sobre a cultura e identidade dos negros no Brasil.
- 1999: Santo Forte - sobre a religiosidade popular de moradores de uma favela no Rio de Janeiro.
- 2000: Babilônia 2000.
- 2002: Edifício Master.
- 2004: Peões.
- 2005: O Fim e o Princípio.
- 2007: Jogo de Cena.
- 2009: Moscou.
- 2010: Um Dia Na Vida.
- 2011: As Canções.
- 2013: A Família de Elizabeth Teixeira.
- 2015: Últimas Conversas (póstumo).

### Curtas e médias documentáriosː
- 1959: La Maison du Brésil (curta-metragem realizado durante o curso do IDHEC).[17]
- 1987: Santa Marta - Duas semanas no morro (média-metragem) 54 min.[18][19]
- 1989: Volta Redonda, o Memorial da Greve (média-metragem) 39 min.
- 1992: A Lei e a Vida (média-metragem) (sobre a proteção do meio ambiente na Constituição brasileira de 1988).[4]
- 1993: Boca de Lixo (média-metragem) 50 min. sobre pessoas que vivem em um lixão.[20][21][22]
- 1994: Os Romeiros de Padre Cícero (média-metragem) 37 min.[23][24]
- 1995: Seis Histórias (média-metragem).
- 1996: Mulheres no Front (média-metragem) 35 min. - sobre a atuação feminina em movimentos sociais.[25][26]
- 2000: Porrada (curta-metragem).

### Principais reportagens para o Globo Repórter
- 1976: O Pistoleiro de Serra Talhada (média-metragem).
- 1976: Seis Dias em Ouricuri (média-metragem) 40 min. - sobre o drama da seca em uma cidade no sertão de Pernambuco.[27][28]
- 1978: Teodorico, o Imperador do Sertão (média-metragem).
- 1979: Exu, uma Tragédia Sangrenta (curta-metragem).
- 1980: Portinari, o Menino de Brodósqui (média-metragem - 50 min.) - sobre Cândido Portinari.[29][30]

## Premiações
- 1984: Prêmio FIPRESCI no Festival de Berlim - Cabra marcado para morrer.
- 1999: Prêmio Especial do Júri no Festival de Gramado - Santo forte.
- 1999: Prêmio Melhor Filme e Melhor Roteiro no Festival de Gramado - Santo forte.
- 2000: Prêmio de Melhor Documentário no Grande Prêmio BR de Cinema - Babilônia 2000.
- 2000: Prêmio de Melhor Fotografia no Festival de Recife - Babilônia 2000.
- 2002: Kikito de Ouro de Melhor Documentário no Festival de Gramado - Edifício Master.
- 2002: Prêmio de Melhor Documentário pela Crítica na Mostra Internacional de Cinema de São Paulo - Edifício Master.
- 2007: Kikito de Cristal no Festival de Gramado pelo conjunto da obra.